# Wohnhaus Oberrege 22
Das Wohnhaus Oberrege 22 im niedersächsischen Elsfleth im Landkreis Wesermarsch an der B 212 nahe der Weser stammt vom Ende des 19. Jahrhunderts.

Aktuell (2023) wird es als Wohnhaus genutzt.
Das Gebäude steht unter Denkmalschutz (siehe auch Liste der Baudenkmale in Elsfleth).

## Beschreibung
Das eingeschossige giebelständige verklinkerte Gebäude mit reetgedecktem Krüppelwalmdach und Niedersachsengiebeln wurde um 1890 gebaut. Eine Ladeluke im Giebel ist erhalten.
Das Landesdenkmalamt befand: „… geschichtliche Bedeutung … als beispielhaftes ländliches Wohnhaus des späten 19. Jhs.“